# Francisco Velasco Curiel
Francisco Velasco Curiel fue un político mexicano. Estudió en la Escuela Nacional Preparatoria. Fue destapado como candidato el 4 de abril de 1961 por el Partido Revolucionario Institucional cuando era senador. Apenas al segundo día de ser gobernador de Colima, el lic. Francisco Velasco Curiel inició la construcción de la carretera Tonila-Atenquique, misma que fue la vía más corta a Guadalajara; obra que se llevó a cabo con la participación del gobierno de Colima, los ingenios de Quesería y San Marcos y la fábrica de papel de Atenquique, misma que terminó el 2 de noviembre de 1961. Durante su administración el 17 de octubre de 1967, el lic. Jesús Dávila Fuentes, representante del gobernador Velasco Curiel inauguró la Escuela Estado de Colima en la isla Socorro del archipiélago Revillagigedo.